# Mallén
Mallén est une commune d’Espagne, dans la province de Saragosse, communauté autonome d'Aragon comarque de Campo de Borja.

## Les Hospitaliers
Dans le cadre de la reconquista, Mallén fut l'une des premières commanderies fondées par l'ordre de Saint-Jean de Jérusalem au sein de la châtellenie d'Amposta et de la langue d'Espagne.

## Personnalités
- Artemio Baigorri
- Jérôme de Saint-Joseph (1587,1654), moine carme espagnol, biographe, historien, et chroniqueur de son ordre.